# Berchtesgadener Alpen
Die Berchtesgadener Alpen sind eine Gebirgsgruppe der Nördlichen Ostalpen rund um Berchtesgaden nach der Alpenvereinseinteilung der Ostalpen. Ihr zentrales Massiv ist der Watzmann, höchster Gipfel der Hochkönig mit 2941 m ü. A. Anteil an den Berchtesgadener Alpen haben Deutschland mit dem Freistaat Bayern und Österreich mit dem Land Salzburg. Die Gebirgsgruppe dehnt sich zwischen Saalach und Salzach auf etwa 35 km × 45 km aus.

## Geografie
Die Berchtesgadener Alpen werden unter diesem Namen in der allgemein verbreiteten Alpenvereinseinteilung der Ostalpen (AVE) als die Gruppe 10 geführt und zur Gruppe der Nördlichen Ostalpen gezählt. Die Gebirgsgruppe dehnt sich zwischen Saalach und Salzach auf etwa 35 km × 45 km aus und hat eine Fläche von etwa 1089 km². Anteil an den Berchtesgadener Alpen haben Deutschland mit dem Freistaat Bayern und Österreich mit dem Land Salzburg.

### Umgrenzung und benachbarte Gebirgsgruppen
Die Berchtesgadener Alpen grenzen an die folgenden anderen Gebirgsgruppen der Alpen:
- Salzkammergut-Berge im Osten (Osterhorngruppe), durch das Salzburger Becken (Stadt Salzburg, Hallein) getrennt
- Tennengebirge im Südosten, durch den Salzachdurchbruch am Pass Lueg
- Salzburger Schieferalpen im Süden, durch die Linie Bischofshofen – Mühlbach (Ort Mühlbach) – Dientner Sattel – Dienten – Filzensattel – Urslau über Maria Alm nach Saalfelden
- Kitzbüheler Alpen für ein kleines Stück im Südwesten bei Saalfelden
- Loferer und Leoganger Steinberge im Westen vom Salzburger Saalachtal bis Lofer
- Chiemgauer Alpen im Nordwesten von Unken über das bayerische Schneizlreuth bis Bad Reichenhall

### Äquivalente in alternativen Gebirgsgruppengliederungen
Die Gebirgsgruppengliederung nach Trimmel, wie sie in der österreichischen Hydrographie verbreitet ist, bezeichnet ein weitgehend mit den Berchtesgadener Alpen identisches Gebiet als Nr. 1330 Salzburger Kalkalpen und ordnet es den Nordtiroler-Salzburger Kalkalpen (1300) zu.
In der Salzburger Landesgeographie zählt man die österreichischen Anteile zu den Salzburger Kalkhochalpen.

### Landschaft und Gliederung

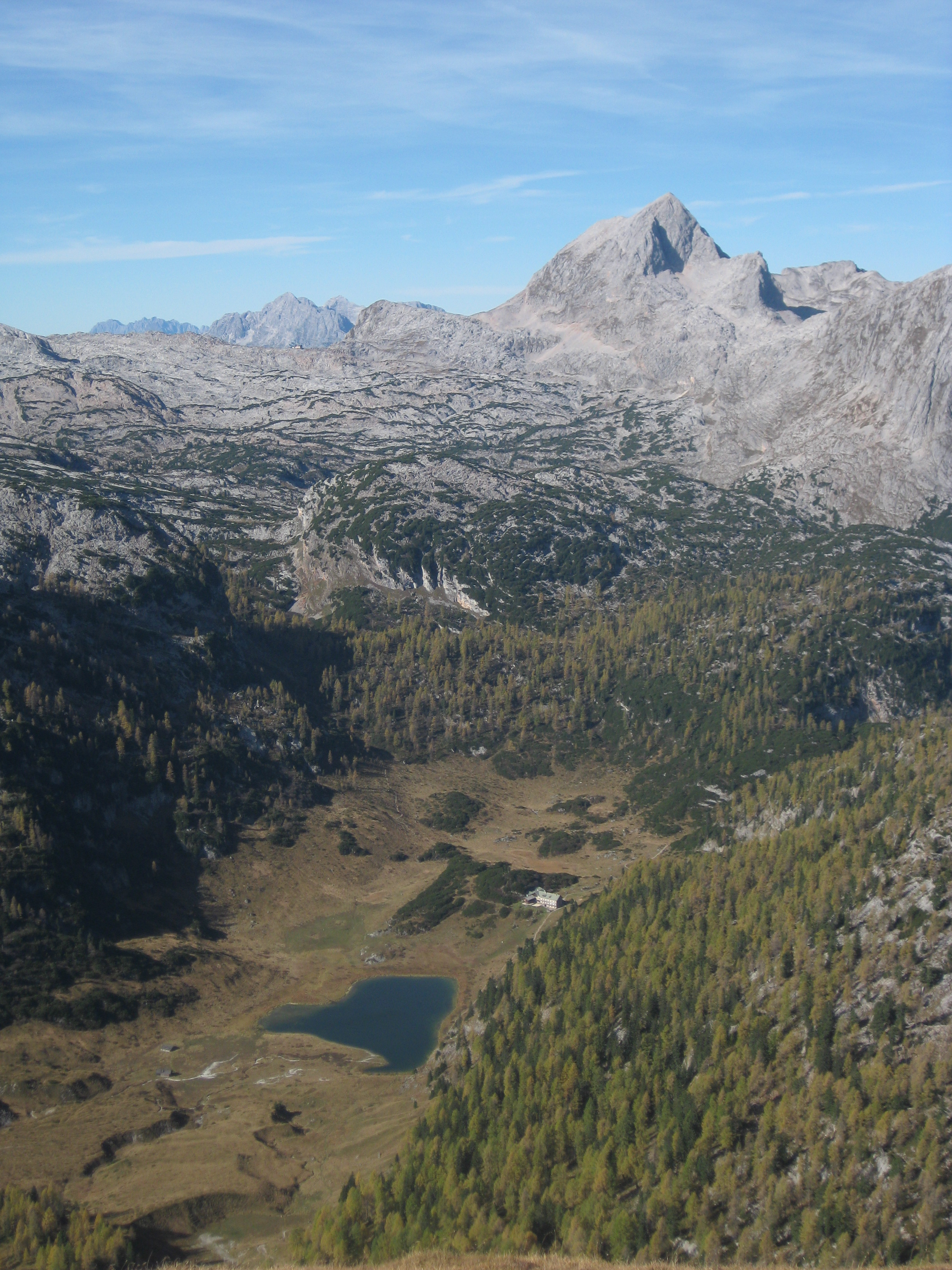
Charakteristische Hochflächenbildungen im Steinernen Meer zwischen Funtensee-Uvala und Hundstod

Die Berchtesgadener Alpen gliedern sich in neun Untergruppen. Die höchsten Gipfel trägt der bis 2941 m ü. A. aufragende Hochkönigstock. Er liegt in relativer Randlage im Südosten vollständig auf österreichischem Gebiet, nur über die Torscharte im Westen mit dem Steinernen Meer verbunden und durch das gegen Tenneck ziehende Blühnbachtal vom Hagengebirge getrennt.
Die deutsch-österreichische Staatsgrenze zieht sich hufeisenförmig durch die Gebirgsgruppen der Reiter Alm (Reiter Steinberge), des Hochkaltergebirges, des Steinernen Meeres, des Hagengebirges, des Göllstocks und des Untersberges. Zusammen mit dem Lattengebirge rahmen diese Gebirgsstöcke die „Beckenlandschaft“ des Berchtesgadener Kessels bzw. der geomorphologischen Einheit Berchtesgadener Talkessel bzw. die Region Berchtesgadener Land im Süden des Landkreises Berchtesgadener Land ein. Dieses Becken ist verkehrsmäßig über den Pass Hallthurm zwischen Untersberg und Lattengebirge, den Hangendensteinpass zwischen Untersberg und Göllstock und die Schwarzbachwacht zwischen Reiter Alm und Lattengebirge erschlossen. Am Südrand der weiten Talung liegt, vorgeschoben gegenüber dem Steinernen Meer, mit dem er über den Trischübelpass verbunden ist, der Watzmannstock, das zentrale Massiv der Berchtesgadener Alpen. Seine 2713 m hohe Mittelspitze bildet den höchsten Punkt im deutschen Teil der Gebirgsgruppe. Der Watzmann fällt mit seiner 1800 Meter hohen Ostwand, die als höchste Wand der Ostalpen gilt, steil zum langgezogenen, fjordartigen Königssee hin ab, der den Watzmann vom Hagengebirge mit den vorgelagerten Gotzenbergen trennt. Auf der westlichen Seite des Watzmanns liegt das mit brüchigem Ramsaudolomit aufgeschotterte Wimbachtal, das ihn vom Hochkalter und dessen Hocheisgruppe trennt. Zwischen Hochkalter und Reiter Alm zieht das Klausbachtal gegen den Hirschbichlpass (Grenze) und jenseits weiter nach Weißbach bei Lofer an der Saalach.
Ganz im Osten verbindet das Torrener Joch Hagengebirge und Göll, ansonsten sind sie durch das Bluntautal, ein Seitental der Salzach bei Golling, voneinander getrennt. Parallel zum Bluntautal entsendet der Göll einen markanten Gratast nach Osten, den Kuchler Kamm. Dem Göll nördlich vorgelagert ist das Roßfeld, auf das – teilweise über österreichisches Staatsgebiet – von Unterau die Roßfeldhöhenringstraße heraufführt. Im Süden hängt das Hagengebirge über die Röth mit dem Steinernen Meer zusammen. Das Steinerne Meer ist mit einer Fläche von rund 100 km² der ausgedehnteste Gebirgsstock der Berchtesgadener Alpen.

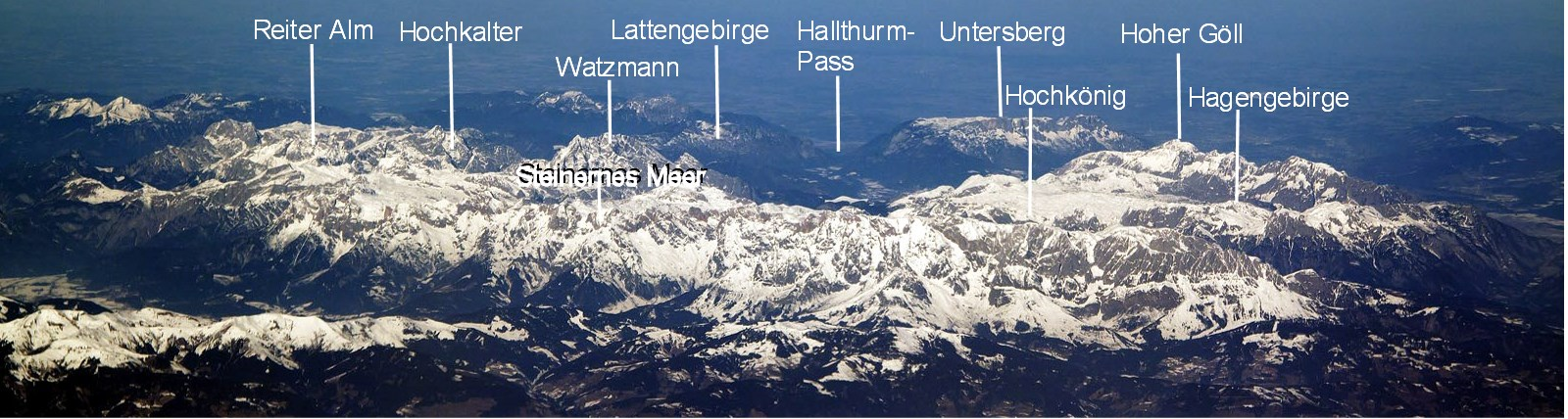
Panorama der Berchtesgadener Alpen von Süden

Während die beiden zentralen Massive von Watzmann und Hochkalter ausgeprägte Gratgebirge sind, weisen die umliegenden Gebirgsstöcke zum Teil weit ausgedehnte Hochflächenbildungen auf. Besonders ausgeprägt sind diese in Steinernem Meer, Hagengebirge, Hochkönigstock (Übergossene Alm), Untersberg und Reiter Alm. Hier befinden sich viele Karsterscheinungen wie Karren und Dolinen. Einige der größten bekannten Höhlensysteme der Alpen wurden vom Wasser ausgewaschen, darunter die Salzgrabenhöhle im Steinernen Meer und die Riesending-Schachthöhle im Untersberg, die größte bekannte Höhle Deutschlands, die mit den Windlöchern und der Kolowratshöhle möglicherweise ein Riesensystem bildet. Das Kolkbläser-Monsterhöhle-System ist mit einem mindestens 44,5 Kilometer langen Gangsystem die größte bekannte Höhle Salzburgs. Die Schellenberger Eishöhle ist für Touristen zugänglich.

### Berggipfel

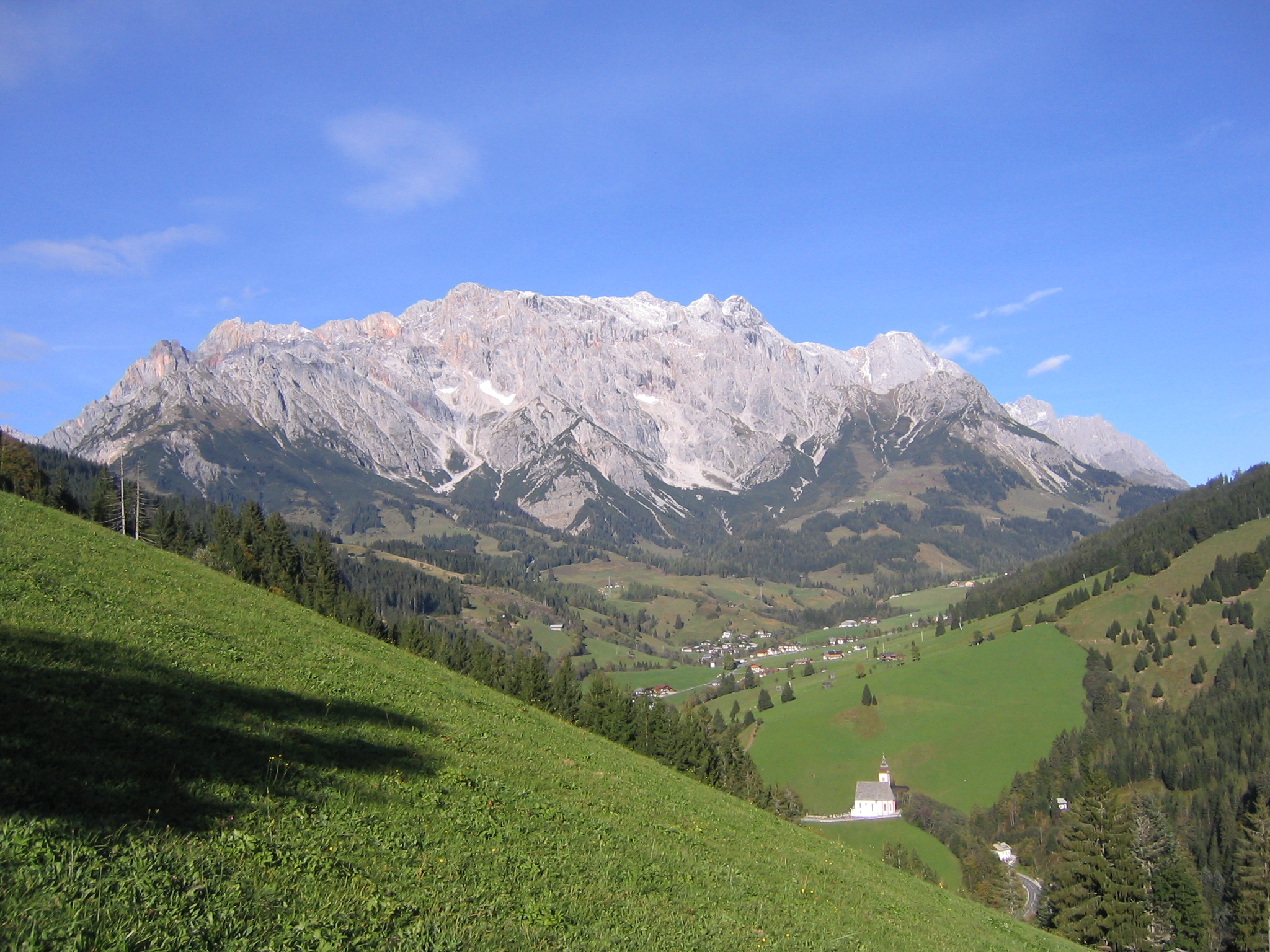
Der Hochkönig – höchster Gipfel der Berchtesgadener Alpen

Die wichtigsten Gipfel der Berchtesgadener Alpen sind (Gruppen nach Höhe geordnet):
- Hochkönigstock: Hochkönig (2941 m), Hochseiler (2793 m), Torsäule (2587 m)
- Watzmannstock: Watzmann-Mittel- (2713 m) und -Südspitze (2712 m), Kleiner Watzmann (Watzmannfrau) (2307 m), Watzmannkinder (bis 2270 m)
- Steinernes Meer: Selbhorn (2655 m), Schönfeldspitze (2653 m), Brandhorn (2609 m), Großer Hundstod (2594 m), Funtenseetauern (2579 m), Wildalmkirchl (2578 m), Breithorn (2504 m), Persailhorn (2347 m)
- Hochkaltergebirge: Hochkalter (2607 m), Hocheisspitze (2521 m), Seehorn (2321 m)
- Göllstock: Hoher Göll (2522 m), Hohes Brett (2340 m), Jenner (1874 m)
- Hagengebirge: Großes Teufelshorn (2363 m), Kahlersberg (2350 m), Schneibstein (2276 m)
- Reiter Alm: Stadelhorn (2286 m), Großes Häuselhorn (2284 m), Wagendrischelhorn (2251 m), Großes Mühlsturzhorn (2235 m), Großes Grundübelhorn (2098 m), Schottmalhorn (2045 m)
- Untersberg: Berchtesgadener Hochthron (1973 m), Salzburger Hochthron (1853 m)
- Lattengebirge: Karkopf (1738 m), Dreisesselberg (1680 m), Predigtstuhl (1618 m)

### Gewässer

#### Seen

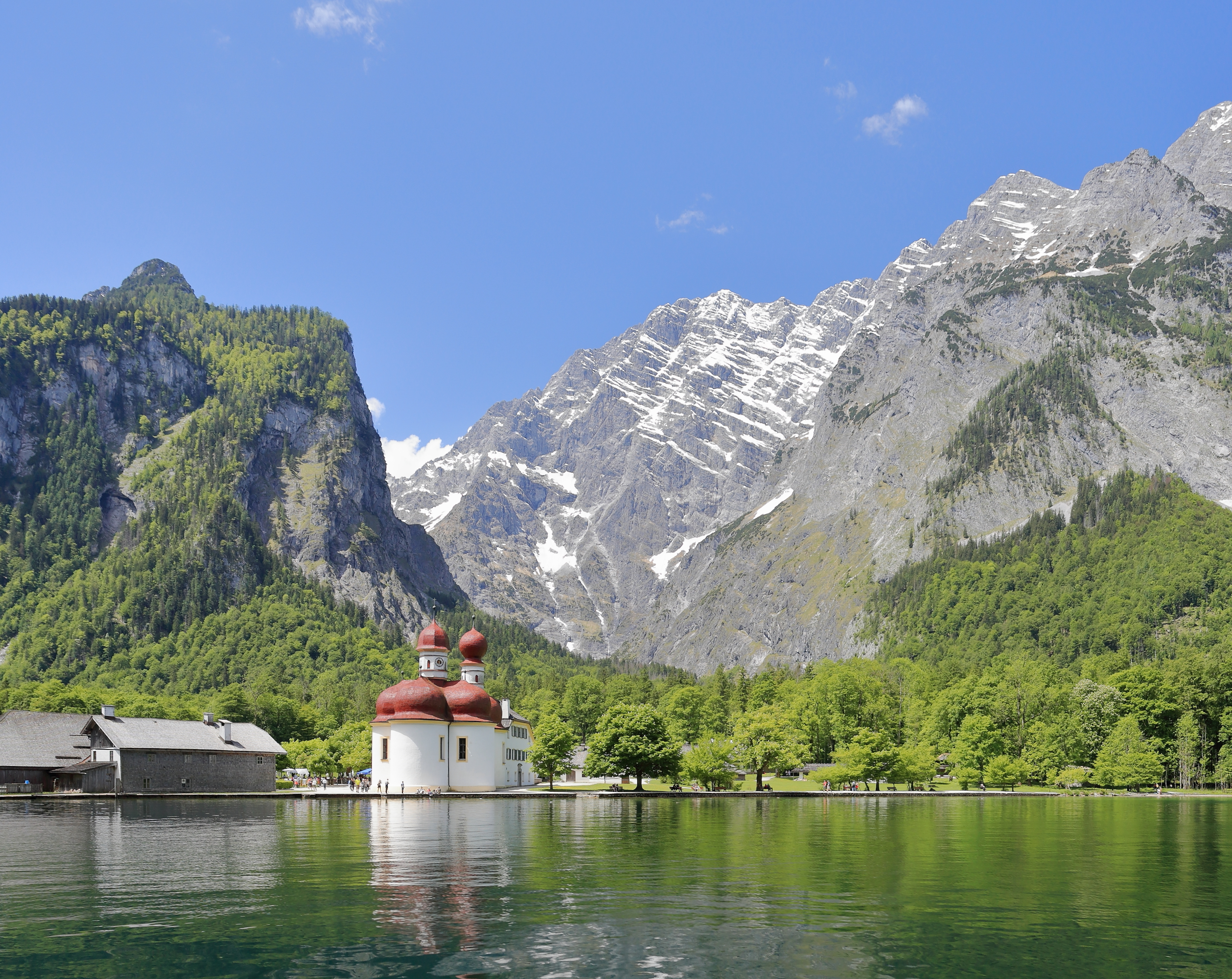
Königssee mit St. Bartholomä vor Watzmann-Ostwand.

Das größte Stillgewässer der Berchtesgadener Alpen ist der zwischen den Massiven von Watzmann und Hagengebirge eingebettete Königssee. Im Süden ist er durch einen Moränenwall und Bergsturzresten vom Obersee getrennt. Beide Seen sind, ebenso wie der Hintersee bei Ramsau, beliebte Ziele für Touristen. Im Steinernen Meer liegt der Funtensee auf 1600 Meter Höhe in einem Kessel (Uvala), in dem die tiefsten jemals in Deutschland gemessenen Temperaturen aufgezeichnet wurden. Grün- und Schwarzensee werden beim Abstieg vom Funtensee in die Röth passiert. Die Blaue Lache befindet sich ebenfalls im Steinernen Meer am Aufstieg von der Wasseralm über die Lange Gasse zur Hochfläche. Der Seeleinsee im Hagengebirge liegt an der Kleinen Reibn. Dießbachstausee und Saalachsee (dieser im Verlauf der Gruppengrenze – Saalach) sind Stauseen in den Berchtesgadener Alpen.

#### Fließgewässer
Die Berchtesgadener Alpen entwässern über Salzach, Inn und Donau zum Schwarzen Meer. Aus dem zentral gelegenen Berchtesgadener Becken fließt die Berchtesgadener Ache der Salzach zu, die sie südlich von Salzburg erreicht, wo ihr letzter Flussabschnitt als Königsseeache bezeichnet wird. Am Westrand der Berchtesgadener Alpen entlang zieht die Saalach durch den Pinzgau, das Reichenhaller und das Salzburger Becken, wo sie nördlich von Salzburg in die Salzach mündet. Die Salzach, im Pinzgau lediglich durch eine Talwasserscheide von der Saalach getrennt, durchfließt den Pongau im Südosten der Gebirgsgruppe, um beim Pass Lueg die Engstelle zwischen Hagen- und Tennengebirge zu durchstoßen, bevor sie über den Tennengau das Alpenvorland bei Salzburg erreicht.
Südöstlich des Obersees befindet sich mit dem Röthbachfall der höchste Wasserfall Deutschlands. Zu den weiteren Wasserfällen in den Berchtesgadener Alpen siehe Liste der Wasserfälle in Deutschland, Abschnitt Berchtesgadener Alpen.

### Vergletscherung

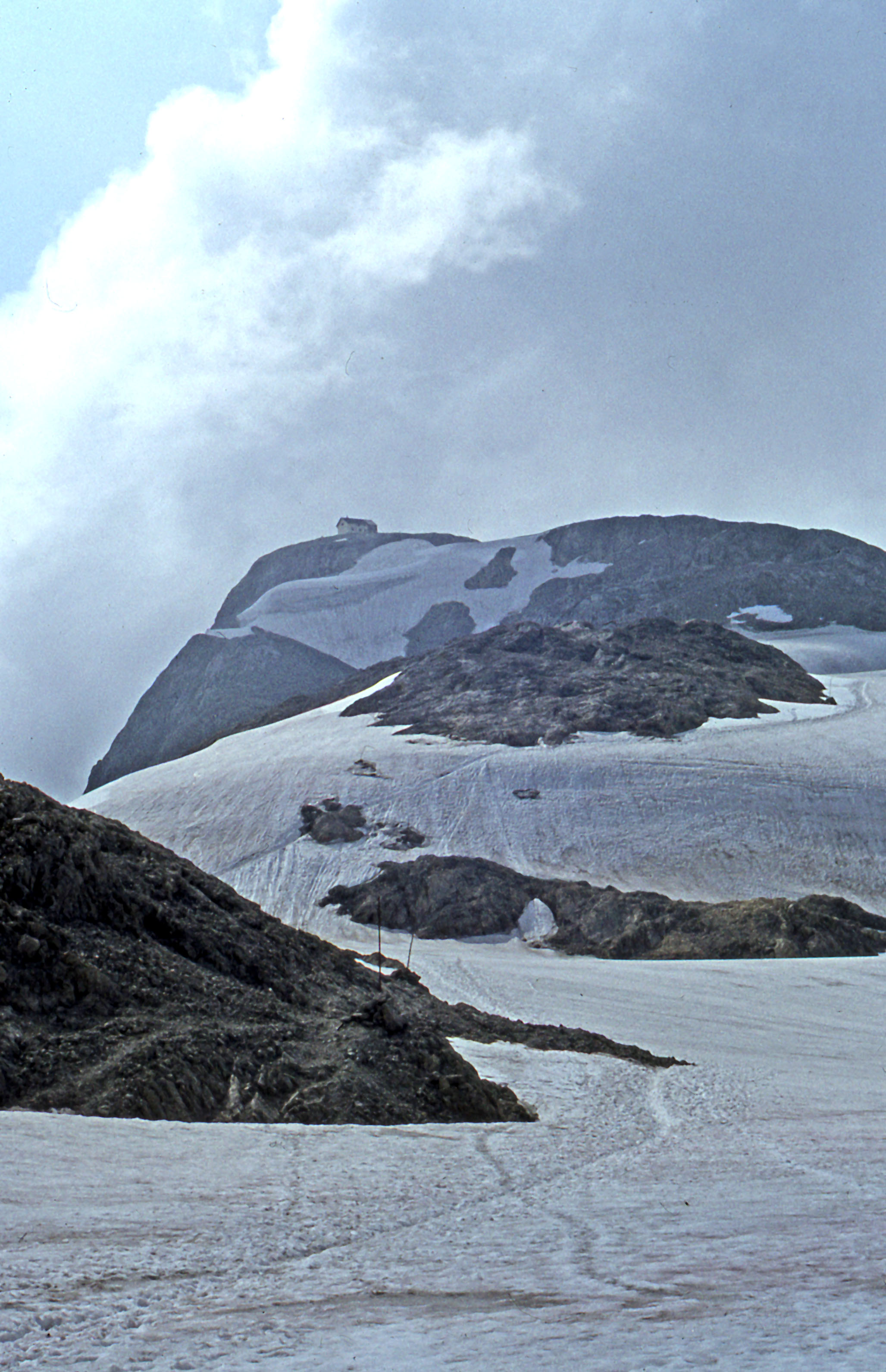
Gletscher Übergossene Alm mit Matrashaus am Hochkönig-Gipfel

Während der Kaltzeiten des quartären Eiszeitalters häuften sich in den gesamten Alpen riesige Firnmassen an, die als Gletscher bis in das Alpenvorland strömten. Lediglich die höchsten Gipfel ragten noch aus dem Eisstromnetz hervor. Das Tal des Königssees wurde dabei über 200 m unter die normale Talsohle ausgehobelt – daher die beachtliche Tiefe des Sees. Durch die Erosion der Gletscher bildete sich die heutige U-Form der Täler. Mit dem Ende der Letzten Kaltzeit schmolzen die Gletscher weit in ihre oberen Becken zurück und verschwanden in der Folge zeitweise ganz.
Heute ist die Vergletscherung der Berchtesgadener Alpen, wie allgemein der Nördlichen Kalkalpen, vergleichsweise gering. Nennenswerte Vereisung findet man noch am Hochkönig mit der Übergossenen Alm, am Hochkalter mit dem Blaueis und am Watzmann mit dem Watzmanngletscher. Übergossene Alm und Blaueis zeigen deutliche Auflösungserscheinungen infolge der globalen Erwärmung. Eine Besonderheit bildet der Eiskapelle genannte Lawinenkegel am Fuß der Watzmann-Ostwand, dessen unteres Ende auf 930 m Seehöhe liegt und bei dem es sich damit um das niedrigste ganzjährig vorhandene Schneefeld der Alpen handeln dürfte.

### Naturräumliche Gliederung der Berchtesgadener Alpen (934.3)
Die zur Haupteinheit Nördliche Kalkhochalpen gehörende naturräumliche Einheit 016 – Berchtesgadener Alpen – umschließt u. a. das Berchtesgadener Land. Die von Klaus Hormann 1978 vorgeschlagene Gliederung rechnet die Berchtesgadener Alpen abweichend von der bis dahin üblichen Gliederung zu der Haupteinheit 934 Salzburger Plateau-Kalkalpen der übergeordneten Einheit 93 Nördliche Kalk-Ostalpen.
Viele der Einheiten reichen im Bereich des Untersberges (934.343), des Hagengebirges (934.313), des Steinernen Meeres (934.312) und der Reiter Alm (934.341), des Hochkalter-Massivs (934.321) und des Gölls (934.323) sowie des Schellenberger Mittelgebirges (934.333) mit den Rossfeldkuppen (934.334) bis in das österreichische Staatsgebiet.
Die Berchtesgadener Alpen werden durch einen fast allseitig geschlossenen Ring von Plateaugebirgen gebildet, die sich um eine zentrale Beckenlandschaft gruppieren. Lediglich im Nordosten wird die Gebirgsgruppierung in Richtung Salzachtal durchbrochen.

#### Breite Kerben zwischen den Hauptgruppen der Berchtesgadener Alpen (934.30)
Dieser Naturraum wird durch das Wimbachgries (934.301) und die Königssee-Obersee-Furche (934.302) gebildet. Das Wimbachgries – umrahmt von den Felsmassiven des Hochkalters, Watzmanns und Steinernen Meeres – entstand durch verstärkte Erosion im Zentralbereich des durch die Kalksteinmassive gebildeten Kuppelgewölbes (Reliefumkehr). Aufgrund der flachen Neigung am Talausgang, der steilen Flanken im oberen Talabschnitt und der glazialen Ausformung des Tales bildete sich eine breite, vegetationsarme Schuttfläche aus. Nur ein Bruchteil der Sedimente erreicht die Ramsauer Ache, da der Talausgang durch die Endmoräne des Wimbachgletschers abgeschlossen wurde und sich der Bach auf der östlichen Talseite in Form einer Klamm einen neuen Abfluss suchen musste.
Das schmale, fjordartige Tal der Königssee-Obersee-Furche folgt einer präglazialen Anlage durch tiefreichende tektonische Störungen. Während der Eiszeit wurde das Tal durch Lokalgletscher beträchtlich übertieft, so dass der schmale See eine Wassertiefe von 190 Metern aufweist. Die Trennung von Königssee und Obersee wurde durch einen postglazialen Bergsturz verursacht. Im Bereich der Mündung des Eisgrabens bildete sich ein Schwemmkegel aus fluviatil transportierten Sedimenten, der die Seebreite an dieser Stelle auf nur 250 Meter reduziert.

#### Südliche Berchtesgadener Kalkplateaugebirge (934.31)

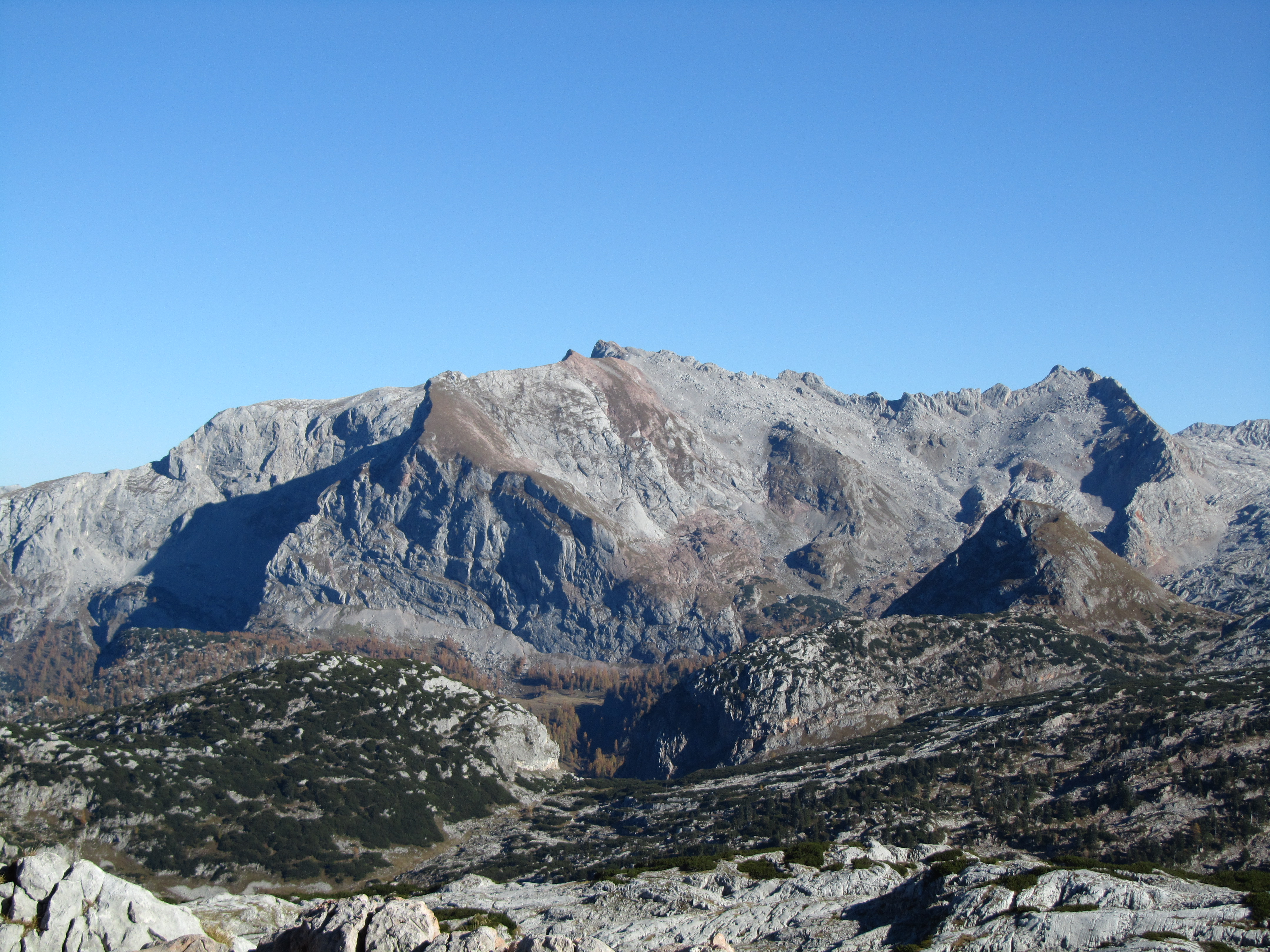
Funtenseetauern über der Hochfläche des Steinernen Meeres

Der deutsche Anteil des Südlichen Berchtesgadener Kalkplateaugebirges besteht aus den Gebirgszügen und Hochflächen südlich und östlich des Königssees und wird durch das Gotzenalmplateau (934.314) und die deutschen Anteile des Steinernen Meeres (934.312) im Süden und das Hagengebirge (934.313) im Osten begrenzt.
Das Plateau der Gotzenalm liegt auf 1200 bis 1700 Meter Höhe und wird im Westen und Süden durch die Steilhänge zum Königssee und Obersee begrenzt, während die Ostgrenze durch die Kalkmassive des Hagengebirges gebildet wird. Die durch zahlreiche Dolinen charakterisierte Plateaufläche der Gotzenalm wird durch jurassische Kieselkalke und Radiolarite gebildet, die von den Dachsteinkalken unterlagert ist.
Das Hagengebirge wird von einer nach Norden bis Nordosten einfallenden Dachsteinkalkplatte gebildet, die tiefgründig verkarstet ist, so dass nahezu kein Oberflächenabfluss besteht. Das versickerte Regenwasser tritt am Unterhang – meist auf österreichischem Staatsgebiet – in Karstquellen wieder zutage. Der deutsche Anteil dieser Naturraumeinheit umfasst größtenteils die Bergkette, die die Staatsgrenze zu Österreich vom Großen Teufelshorn im Süden, über den Kragenkopf, Kahlersberg, Windschartenkopf bis zum Schneibstein bildet.
Die deutschen Anteile des Steinernen Meeres bilden den südlichsten Zipfel des Berchtesgadener Landes und sind Teil der größten Karsthochfläche der Berchtesgadener Alpen. Die höchsten Erhebungen auf deutschem Staatsgebiet sind der Große Hundstod (2593 m) und die Funtenseetauern (2578 m). Nordöstlich dieser Bergmassive sind Plateauflächen verbreitet, die in ihrer Entstehung und Höhenlage (1300 bis 1900 m) als Pendant zum Gotzenalmplateau angesehen werden können. Im Bereich des Verbreitungsgebietes der jurassischen Sedimente haben sich in mit Tonmaterial abgedichteten Dolinen Seen (Funtensee, Grünsee, Schwarzensee) gebildet, während im Dachsteinkalk der oberflächige Abfluss weitgehend fehlt.

#### Mittlere Berchtesgadener Kalkmassive (934.32)

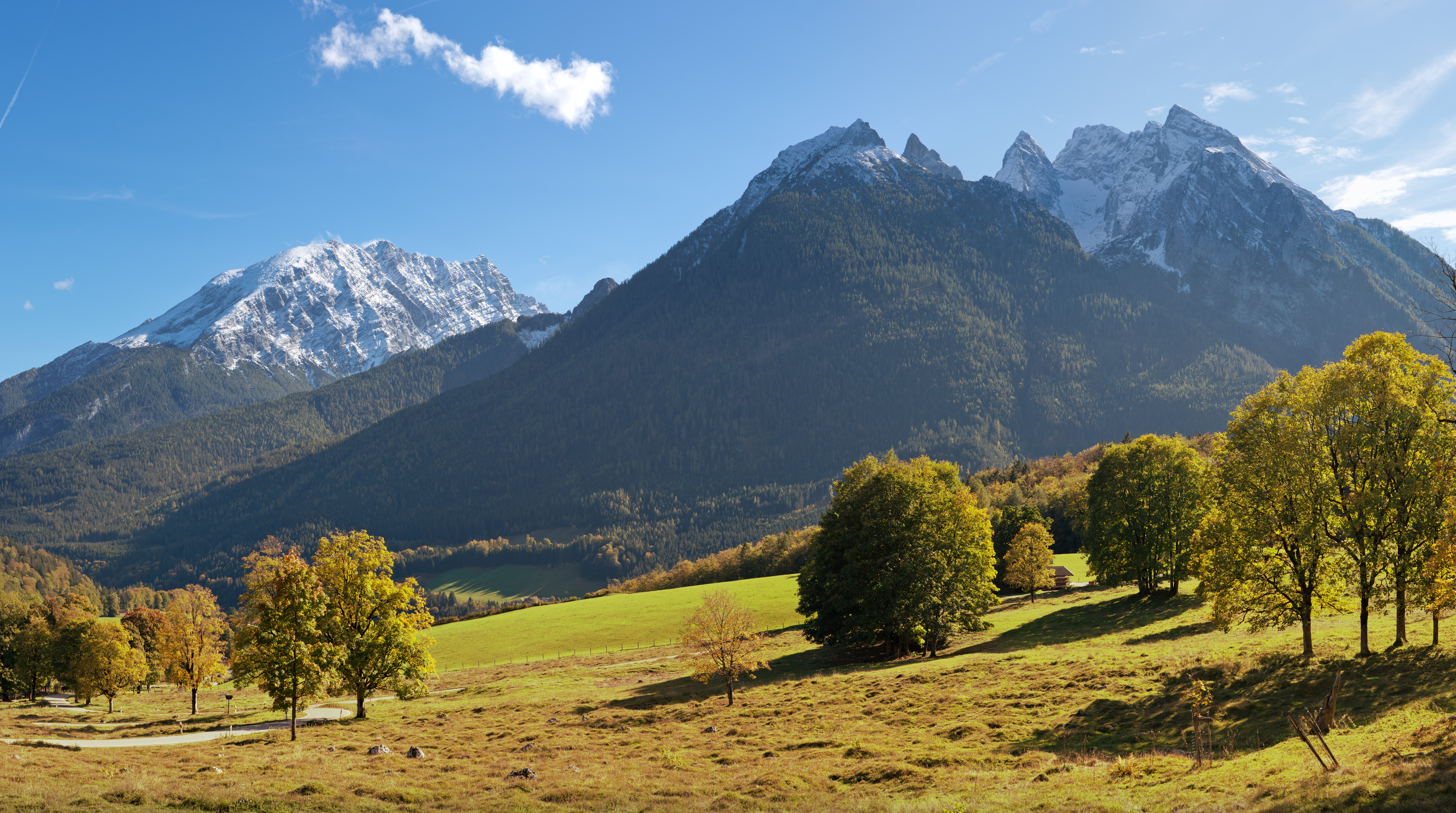
Watzmann (links) und Hochkalter (rechts)

Zu den Mittleren Berchtesgadener Kalkmassiven gehören die deutschen Anteile des Hochkalter-Massivs (934.321) im Westen und des Göll-Massivs (934.323) im Osten sowie das Watzmann-Massiv (934.322). Im Gegensatz zu den Kalkmassiven des Steinernen Meeres und des Hagengebirges sind die südlichen Partien der Mittleren Berchtesgadener Kalkmassive stärker herausgehoben und die Felsformationen fallen stärker in nördliche Richtungen ein.
Das Hochkalter-Massiv ist entsprechend dem nordwestlichen Schichtfallen asymmetrisch aufgebaut. Während die flache Nordwestflanke durch zahlreiche flache, durch Abtragungsschutt verfüllte Kare gekennzeichnet ist, fällt die Südostflanke das Massivs steil ins Wimbachtal ab. Nördlich des Hauptgipfels teilt sich der Gipfelgrat auf und umschließt ein sich nach Norden öffnendes Kar, in dem sich der Rest des Blaueis-Gletschers erhalten hat. Am Hangfuß des Hochkalter-Massivs entspringen zahlreiche intensiv schüttende Karstquellen, deren Bäche in die Ramsauer Ache entwässern.

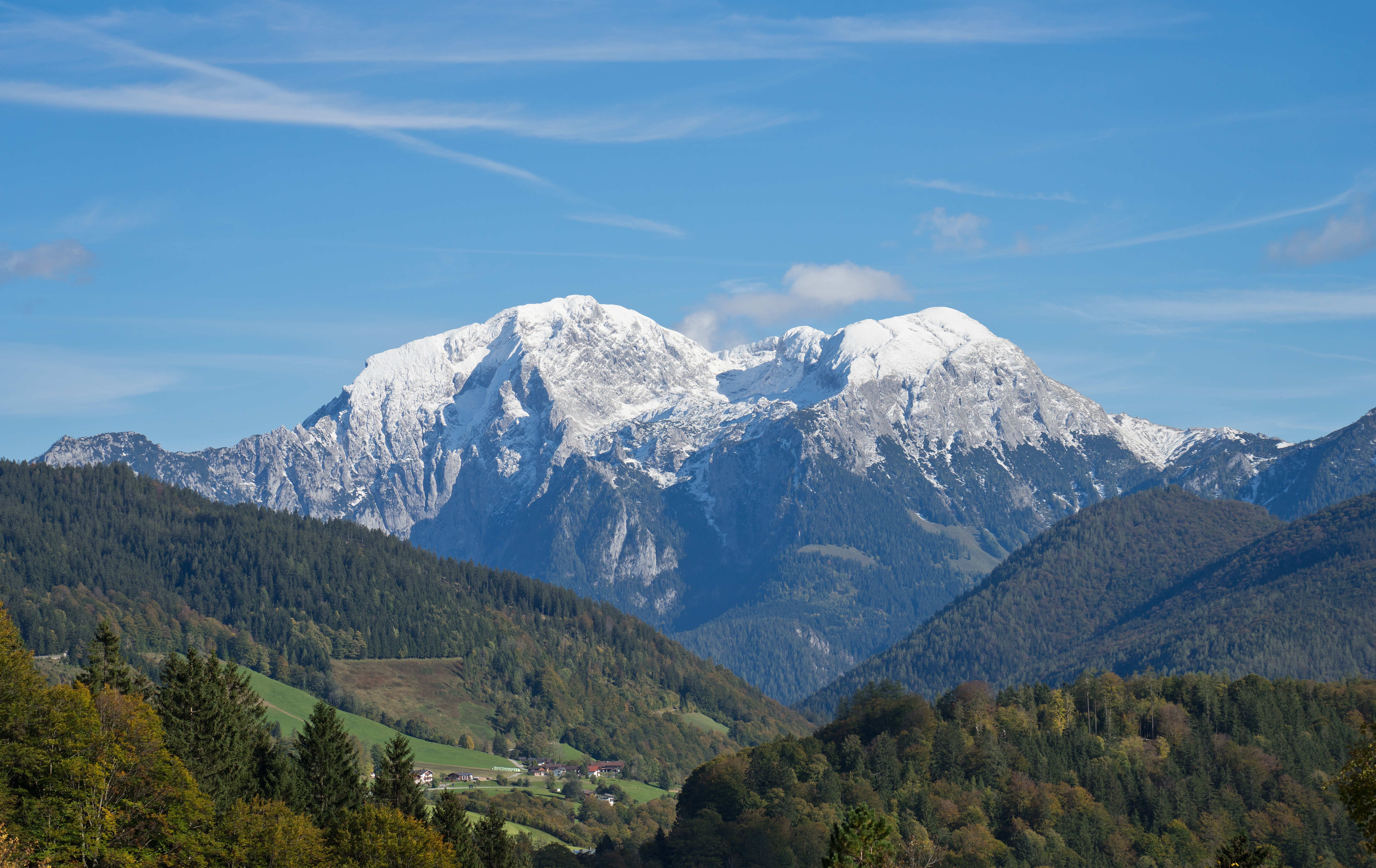
Göll-Massiv

Das ebenfalls asymmetrisch ausgebildete Watzmann-Massiv baut sich – ähnlich wie der Hochkalter – durch eine nach Norden einfallende Dachsteinkalkfolge auf. Im Süden und auf der Westflanke stehen die unterlagernden Ramsaudolomite an, die kleinstückig verwittern und ausgedehnte Schuttfelder im Bereich des oberen Wimbachgries und Eisgrabens bilden. Die Ostseite des südlichen Teils des Massivs fällt 1800 Meter steil in Richtung Königssee ab. Zwischen dem Hauptgrat des Watzmanns und dem Kleinen Watzmann erstreckt sich in nordöstlicher Richtung das 500 bis 800 Meter breite Watzmannkar, in dem sich in einer Höhenlage zwischen 2000 und 2200 Metern der Watzmanngletscher und Schneefelder ausbreiten. Der Nordostabdachung des Watzmanns vorgelagert befindet sich das Kühroint-Grünten-Plateau, das glazial vom Königsseegletscher überformt wurde. Der Dachsteinkalk wird dort durch jurassische Kalk-, Mergel- und Kieselkalksteine überlagert. Aufgrund der lokal grundwasserhemmenden Eigenschaften dieser Schichtenfolge gibt es dort auch einen oberirdischen Abfluss, während im Verbreitungsgebiet des Dachsteinkalks das Regenwasser aufgrund der Verkarstung versickert.
Das Göll-Massiv wird aus einem Dachsteinkalk-Gewölbe aufgebaut. Im Süden wird das Massiv durch eine tektonische Störungszone (Torrener-Joch-Zone) begrenzt, während im Nordosten die Dachsteinkalke durch weichere jurassische und kretazische Kalk- und Mergelsteine überlagert werden. Der Wechsel in der petrographischen Zusammensetzung macht sich auch in der Morphologie bemerkbar – nordöstlich der markanten Dachsteinkalk-Felsrippe Hoher Göll-Kehlstein geht die Landschaft in die sanfteren Roßfeldkuppen über.

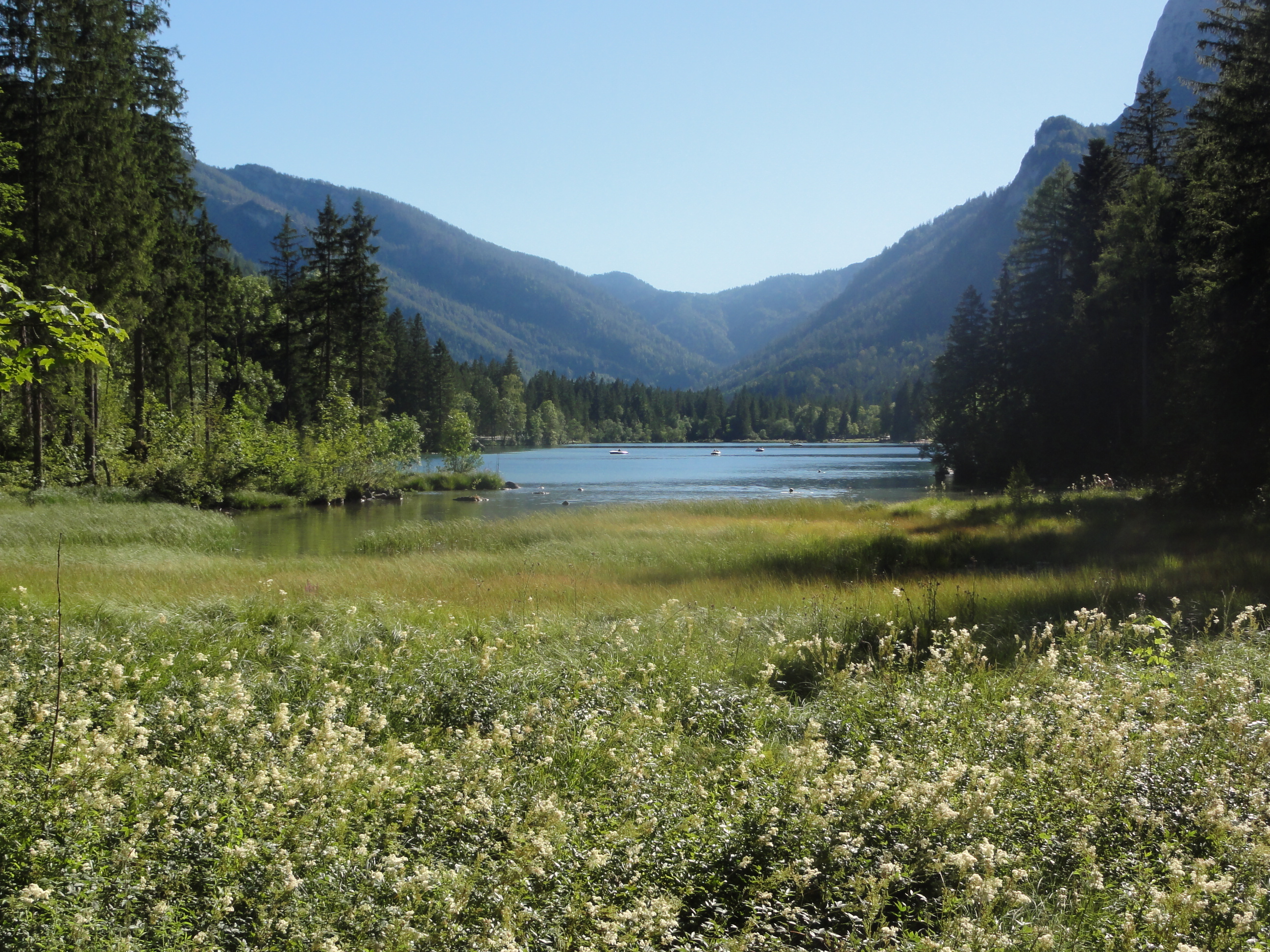
Hintersee mit Klausbachtal

#### Berchtesgadener Hochgebirgslücke (934.33)
Nahezu vollständig umrahmt von den Hochgebirgsmassiven ist im Zentrum des Berchtesgadener Landes eine ausgeprägte Becken- und Tallandschaft ausgebildet, die auf das Ausstreichen weicherer triassischer bis kretazischer Gesteine zurückzuführen ist. Neben den Beckenlandschaften von Ramsau und Klausbachtal (934.330) sowie des Berchtesgadener Beckens (934.332) bauen Mittelgebirgslandschaften (Bischofswiesener Mittelgebirge (934.331) sowie die deutschen Anteile des Schellenberger Mittelgebirges (934.333) und der Rossfeldkuppen (934.334)) die Berchtesgadener Hochgebirgslücke auf.
Die kuppigen Flächen der Ramsau werden von den groben Sedimenten und Konglomeraten der eiszeitlichen Moränen aufgebaut. Westlich von Ramsau teilt sich die Tallandschaft in zwei Gebiete. In südwestlicher Richtung erstreckt sich das Klausbachtal mit dem Hintersee, der durch einen Endmoränenwall und einen spätglazialen Bergsturz aufgestaut wurde. In nordwestliche Richtung setzt sich die Tallandschaft über die Sautiefen bis zur Schwarzbachwacht fort. Dort gibt es zahlreiche ergiebig schüttende Karstquellen, wie zum Beispiel das Schwarzbachloch. Der Taubensee, der sich über einer Einsturzdoline entwickelt hat, befindet sich am Eingang zu diesem Tal.
Die ebenen Flächen des zentralen Berchtesgadener Beckens sind in der Hauptsache durch die Flussauen der Königsseer, Ramsauer, Bischofswiesener und Berchtesgadener Ache geprägt, während die kuppigen Erhebungen im Becken durch glazial stark überprägte triassische Gesteine gebildet wurden, die teilweise von eiszeitlichem Moränenmaterial überlagert sind.
Das kuppige Bischofswiesener Mittelgebirge wird aus leichter verwitterbarem Ramsaudolomit aufgebaut. Die fortschreitende Erosion und die Ausbildung der kuppigen Geländeformen wurde begünstigt durch eine frühere Abtragung der überlagernden Dachsteinkalke. Das bis in eine Höhenlage von 1400 Metern reichende Gebiet des Bischofswiesener Mittelgebirges ist bewaldet und geht nach Norden im Raum Loipl in ein kleines Plateau über, das als ein früherer Talboden interpretiert wird und heute 200 Meter über dem Talniveau der Bischofswiesener Ache liegt.
Die Ausbildung des Schellenberger Mittelgebirges wurde ebenfalls durch das Fehlen des überlagernden Dachsteinkalkes beeinflusst. Während im Westteil dieses Naturraumes der Untergrund durch Ramsaudolomit aufgebaut ist, dominieren im Mittel- und Ostteil triassische und jurassische Gesteine der Hallstätter Brekzie. Dort gibt es auch Einlagerungen der permoskythischen Salzgesteine vom Salzberg bei Berchtesgaden. Die kuppigen Gesteine sind großflächig glazial überformt und mit Moränenmaterial bedeckt. Lediglich die Kneifelspitze überragt die kuppige Mittelgebirgslandschaft.
Die nach Osten anschließenden, morphologisch reich gegliederten Roßfeldkuppen werden von unterkretazischen Gesteinen (Konglomerate, Sandsteine und Mergelsteine) aufgebaut und überragen das Niveau der Kuppen des Schellenberger Mittelgebirges um 300 bis 500 Meter.

#### Nördliche Berchtesgadener Plateaugebirge (934.34)

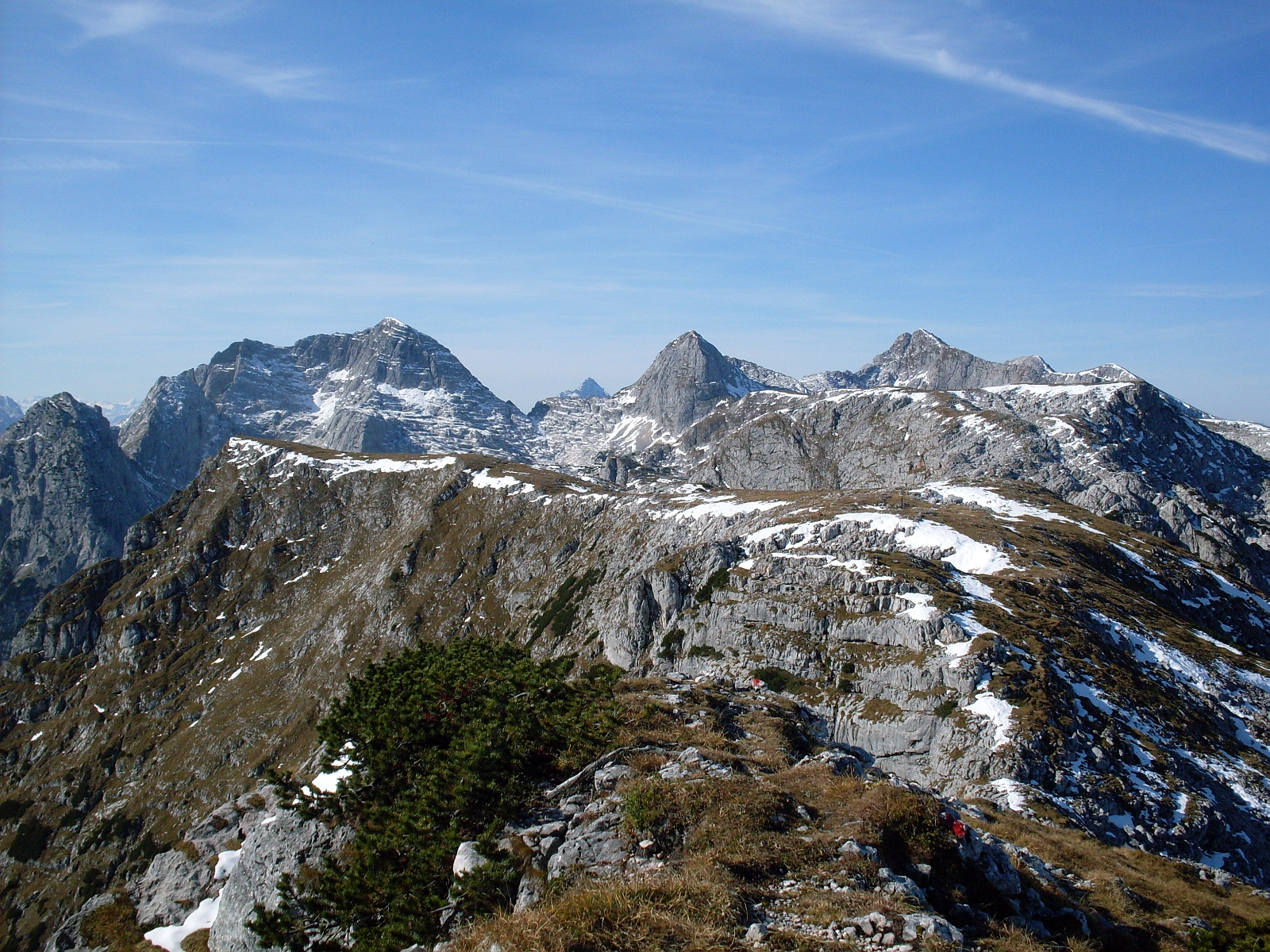
Gipfelgruppe der Reiter Alm

Die nördliche Umrandung der Berchtesgadener Hochgebirgslücke bildet im Westen das Massiv der Reiter Alm (934.341), im Norden das Lattengebirge (934.342) und die Berchtesgadener Anteile des Untersberges (934.343).
Das Massiv der Reiter Alm wird durch eine, auf Höhen von 1400 bis 2000 Metern gelegene, flach lagernde Dachsteinkalkeinheit gebildet, die sich aus dem unterlagernden Ramsaudolomit entwickelt hat. Die an den Rändern aufgebogene Kalksteinplatte fällt an den Rändern steil ab. Das Plateau selbst wird von 200 bis 600 Meter hohen Randbergen umrahmt. Das Plateau ist tiefgründig verkarstet, so dass die Entwässerung über ein Karsthöhlensystem erfolgt. An der Schichtgrenze Dachsteinkalk/Ramsaudolomit entspringen zahlreiche stark schüttende Karstquellen. In den schüsselförmigen Vertiefungen des Plateaus haben sich lokal mergelige Gesteine der oberkretazischen Gosauschichten erhalten, die aufgrund der lithologischen Zusammensetzung wasserstauenden Charakter besitzen und somit die Grundlage für die Existenz der kleinen Almen bilden.
Ähnlich wie die Reiter Alm ist auch das Lattengebirge aus einem Sockel aus Ramsaudolomit mit überlagerndem Dachsteinkalk aufgebaut, der jedoch im Gegensatz zur Reiter Alm und zum Untersberg in diesem Naturraum wesentlich stärker nach Südwesten einfällt. Der Dachsteinkalk unterscheidet sich im Lattengebirge faziell von den übrigen Gebirgsstöcken der Berchtesgadener Alpen: Große Bereiche des Dachsteinkalkes sind dort in Hauptdolomitfazies ausgebildet. Die tonig-mergeligen Gesteine der Gosau-Schichten sind im Lattengebirge weit verbreitet und beeinflussen wesentlich die hydrogeologischen Verhältnisse. Durch den wasserstauenden Charakter bildete sich bei der Moosenalm ein kleines Hochmoor.
Der von zahlreichen Störungen durchzogene Gebirgsstock des Untersberges wird durch eine nach Nordwesten abtauchende Dachsteinkalkplatte über dem Ramsaudolomit gebildet. Die Hochfläche ist intensiv verkarstet und durch zahlreiche Dolinen, Karren und Karsthöhlen gekennzeichnet. Ausgedehnte Höhlensysteme (Schellenberger Eishöhle, Riesending-Schachthöhle, Kolowratshöhle) durchziehen den Untersberg. Während der Eiszeiten ging vom Untersbergplateau eine lokale Vergletscherung aus.

## Geologie

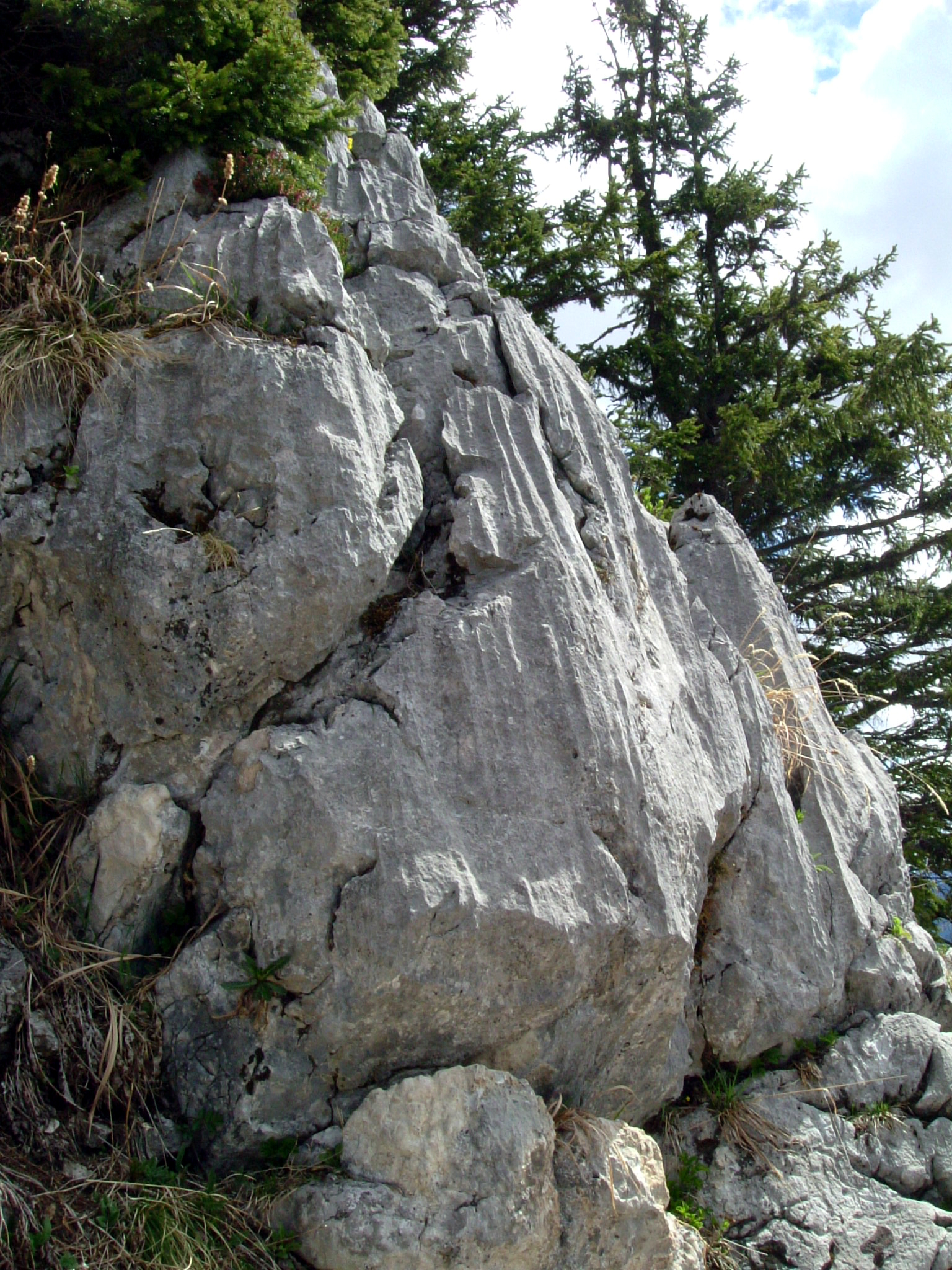
Dachsteinkalk – eine der in den Berchtesgadener Alpen typischen geologischen Formationen – im Bereich des Jenners

Im unteren Teil der Berchtesgadener Alpen herrscht Dolomit vor, der hier Ramsaudolomit genannt wird. Die Schottermassen des Wimbachtales bestehen vor allem aus diesem Material. Die aus Dolomit gebildeten Hänge zeichnen sich häufig durch den Bewuchs mit Bergkiefern aus – zu sehen z. B. am Sockel des Untersbergs und im Steinernen Meer.
Über dem Dolomit liegt häufig eine bis zu 1000 Meter mächtige Schicht aus Kalk, der hier Dachsteinkalk genannt wird. Die häufig im gebankten Dachsteinkalk anzutreffenden Muschelschalen (aufgrund ihrer Halbmondform genannt Kuhtritte) und die in dünnen Dolomitschichten eingelagerten Algenmatten lassen darauf schließen, dass die Ablagerungen in einem tropischen Flachmeer stattgefunden haben. In einem Zeitraum von ca. 15 Millionen Jahren produzierten die dortigen Organismen Kalk, während sich die Erdkruste kontinuierlich senkte.
Eine andere Art von Dachsteinkalk findet man z. B. am Massiv des Hohen Gölls: Das Gestein besteht aus eingelagerten Korallen, Kalkschwämmen und Kalkalgen, das auf ein vorhandenes Korallenriff mit starker Brandung hindeutet.
1989 wurde im Bereich der Kreide-Tertiär-Grenze der Berchtesgadener Alpen 3 stratigraphisch unabhängige Iridium-Anomalien durch Günther Graup et al. vorgestellt. Dort konnten keine Befunde nachgewiesen werden, die auf einen Impakt hindeuten, wie sie sonst oftmals gefunden werden. Vielmehr deuten die genauen geochemischen Daten auf einen vulkanischen Ursprung hin (u. a. positive Korrelation mit Selen), der in eine Zeit mit Meeresspiegel- und Klimaschwankungen fällt.

## Naturschutz

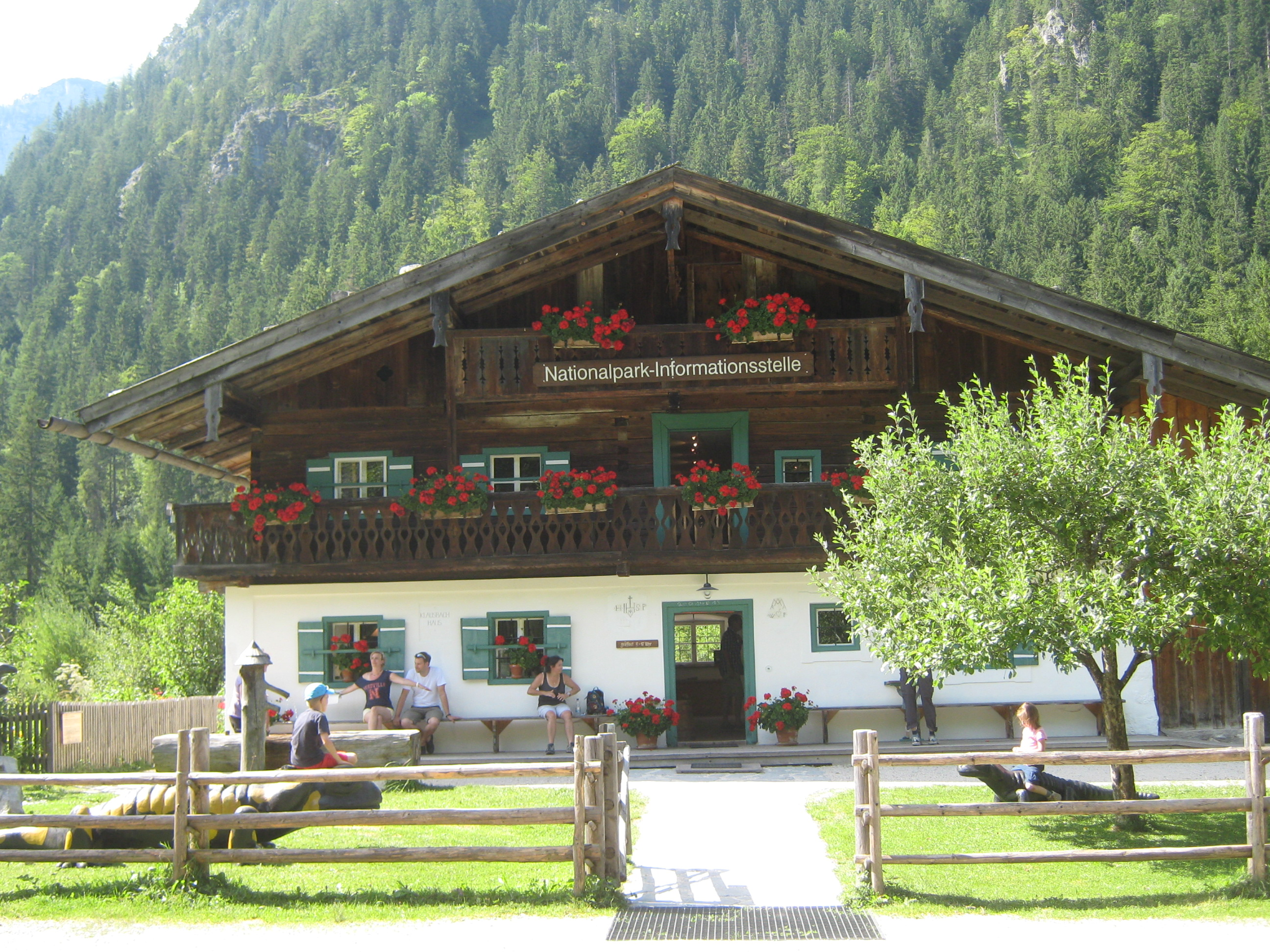
Nationalparkinfostelle Klausbachhaus

Bereits 1910 wurde im deutschen Teil des Gebietes der „Pflanzenschonbezirk Berchtesgadener Alpen“ als eines der ersten deutschen Schutzgebiete eingerichtet. Seit 1978 wird der Kernbereich der Berchtesgadener Alpen vom deutschen Nationalpark Berchtesgaden eingenommen.
Der salzburgische Teil wird vom Europa- und Naturschutzgebiet Kalkhochalpen abgedeckt, das 1983 installiert wurde und seit 1997 EU-Schutzgebiet (FFH) ist. Die Schutzzone umfasst 23.647 ha.
Als Göll, Hagen-, Hochköniggebirge, Steinernes Meer sind 3.674 ha auch als Landschaftsschutzgebiet ausgewiesen.
Es bestehen auch Überlegungen, die beiden im Rahmen der EuRegio Salzburg – Berchtesgadener Land – Traunstein zusammenzuführen, und als ein gemeinsames Nationalparkgebiet zu betreiben.

## Wirtschaft

### Tourismus

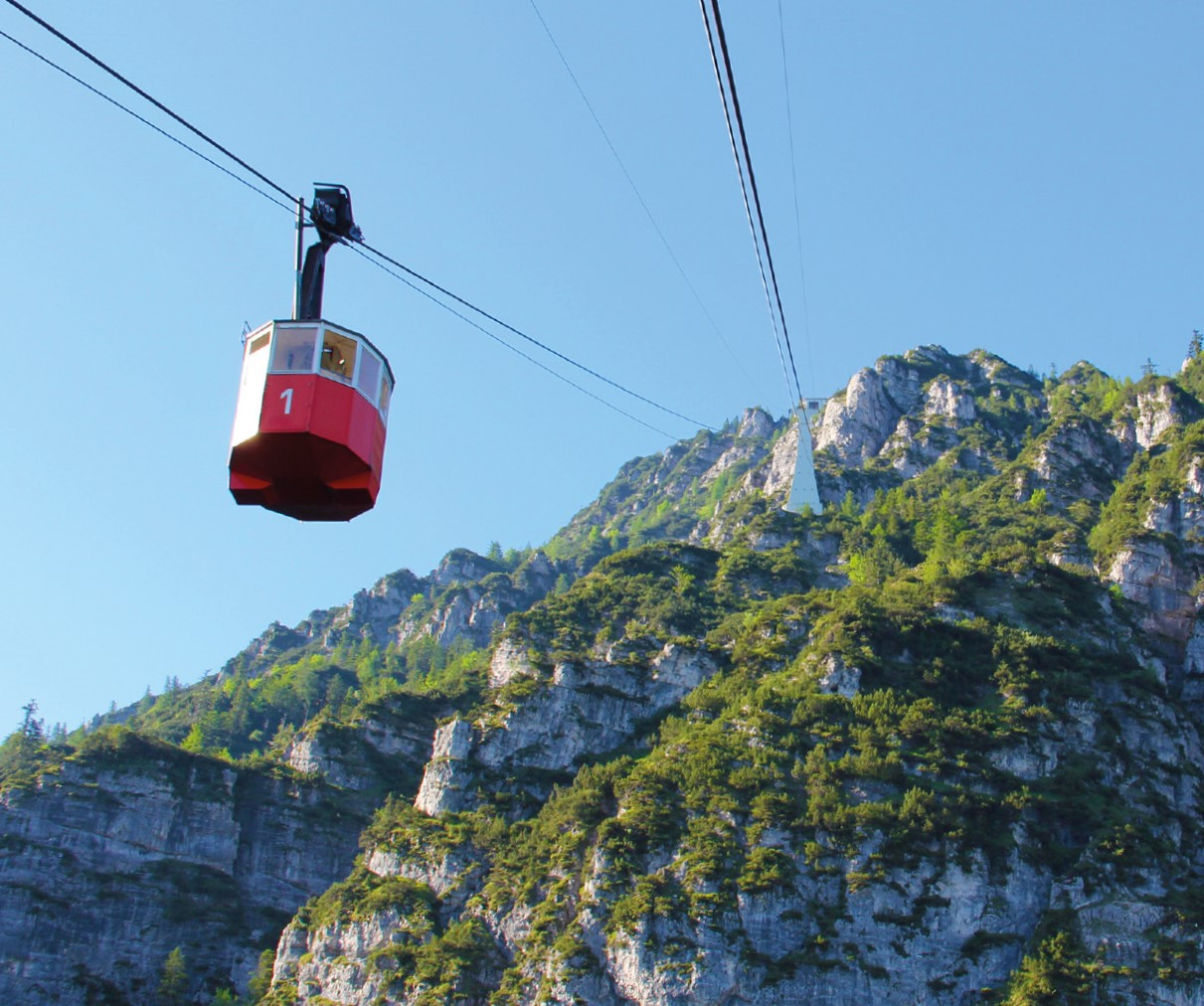
Predigtstuhlbahn

Die beiden zentralen Massive der Berchtesgadener Alpen, Watzmann- und Hochkalter-Massiv, sind komplett unerschlossen durch Bergbahnen. In den übrigen Gebirgen erschließen die Bahnen überwiegend nur deren Vorgebirge.
Die erste Seilbahnerschließung in den Berchtesgadener Alpen und heute die älteste im Original erhaltene Großkabinenbahn der Welt ist die Predigtstuhlbahn von Bad Reichenhall in das Lattengebirge. Mit der Untersbergbahn verfügt die Gebirgsgruppe über eine weitere öffentlich nutzbare Großkabinenbahn. Diese beiden Bahnen stellen die beiden Ausnahmen dar, in denen in den Berchtesgadener Alpen die Hochlagen von Gebirgsstöcken erschlossen wurden. Lattengebirge und Untersberg sind allerdings die beiden niedrigsten Gebirgsstöcke der Berchtesgadener Alpen.
Die Jennerbahn und die Obersalzbergbahn sind Gondel- bzw. Kabinenbahnen im Bereich des Göllstocks. Im Winter sind auf dem Jenner darüber hinaus mehrere Skilifte in Betrieb.
Die Hirscheckbahn im Hochschwarzeck im Lattengebirge sowie die Sesselbahn auf dem Zinkenkopf (Göllstock) sind Sesselbahnen mit Sommer- und Winterbetrieb. Beide Gebiete sind für den Winterbetrieb zusätzlich mit Schleppliften ausgestattet.
Ebenso liegen die ausschließlich im Winter betriebenen Lifte der Skigebiete Götschen (Lattengebirge), Roßfeld, Obersalzberg (beide Göllstock), Hochkeil (Hochkönig) sowie Teile des Gebiets Hinterthal-Maria Alm in den Berchtesgadener Alpen.
Nicht öffentlich nutzbar ist die Seilbahn der WTD 52 der Bundeswehr in Oberjettenberg. Darüber hinaus gibt es einige kleine Materialseilbahnen, die ausschließlich der Versorgung von Berghütten dienen.

### Bergbau

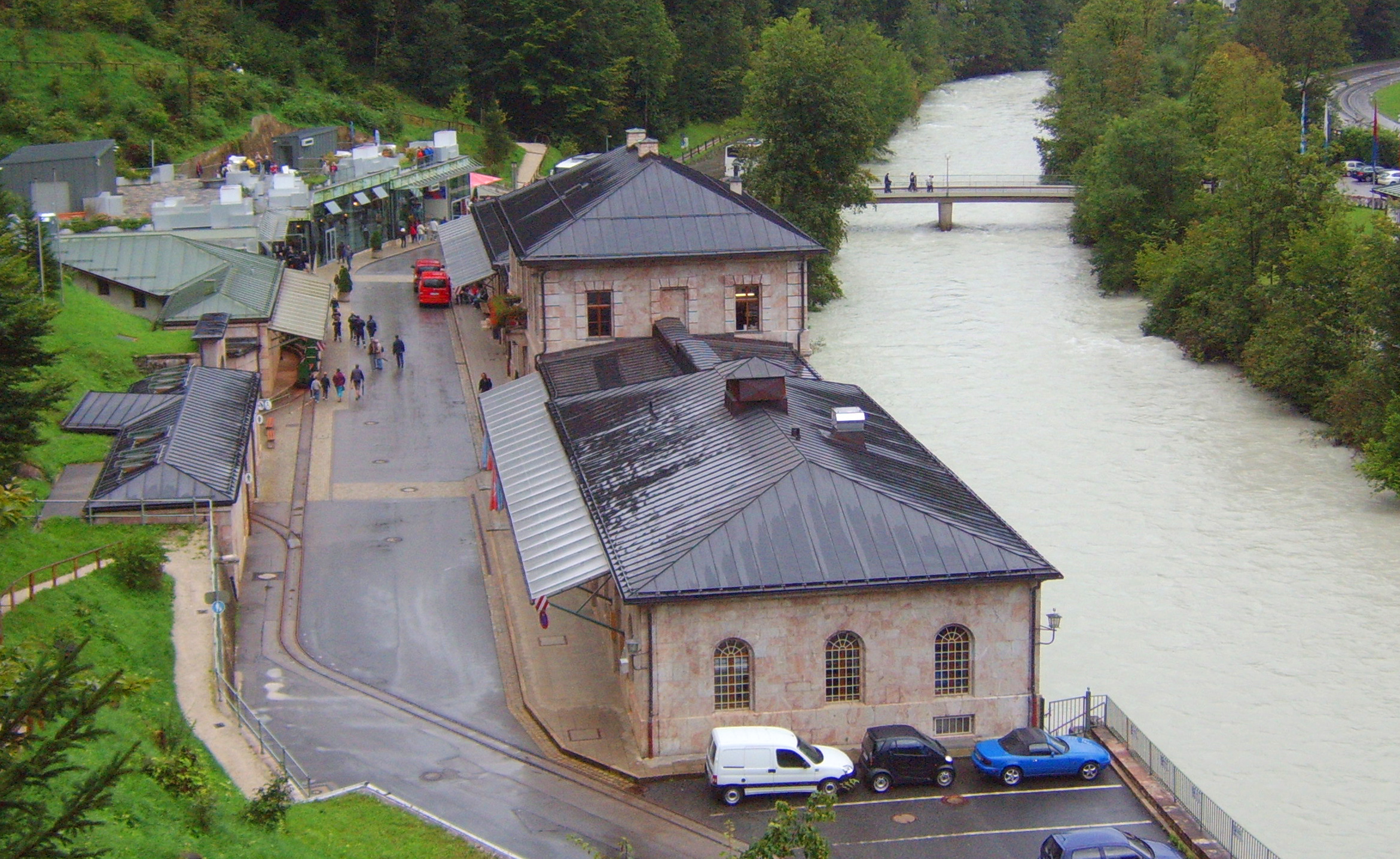
Salzbergwerk Berchtesgaden
rechts: Mitterberghaus; links: Ferdinandberg Besuchereinfahrt

Einzig noch aktiver untertägiger Bergbau in den Berchtesgadener Alpen ist der Salzbergbau. Der bergmännische Salzbergbau beschränkt sich heute auf das Salzbergwerk Berchtesgaden. Dieses älteste aktive Salzbergwerk Deutschlands verfügt auch über eine Besuchereinfahrt. Im Bergwerk wird das Salz nass abgebaut, d. h., es wird mittels Wasser aus dem umgebenden Stein gelöst. Der typische Salzgehalt des Berchtesgadener Haselgebirges beträgt um die 50 %, kann aber zwischen 10 % und 90 % schwanken. Die Sole wird über eine Soleleitung zur Neuen Saline Bad Reichenhall transportiert und dort gesiedet. Zusätzlich wird in der Saline Sole verarbeitet, die durch Tiefbohrungen im Reichenhaller Becken gefördert wird. Die Salzprodukte werden unter der Marke Bad Reichenhaller vertrieben.
Am Dürrnberg bei Hallein in Österreich wurde bereits von den Kelten und damit weit früher als im benachbarten Berchtesgaden Salz abgebaut. Der Salzbergbau kam mit der Herrschaft der Römer über das Gebiet zum Erliegen. Im 12. Jahrhundert wurde er vom Salzburger Erzbischof wieder aufgenommen und die Erträge des Salzbergwerks Hallein sicherten dem Erzstift Salzburg bis zur Säkularisation 1803 seine wirtschaftliche Unabhängigkeit. 1989 wurde der Salzabbau am Dürrnberg eingestellt und im Bergwerk wird seither nur noch Erhaltungsbergbau und die Besuchereinfahrt betrieben.
In früheren Jahren wurde in den Berchtesgadener Alpen auch Silber, Mangan, Kupfer und Eisenerz abgebaut. So gab es bis 1931 einen Kupferbergbau in Mitterberghütten sowie bis 1977 am Mitterberg bei Mühlbach am Hochkönig.

## Bergsport

### Wandern

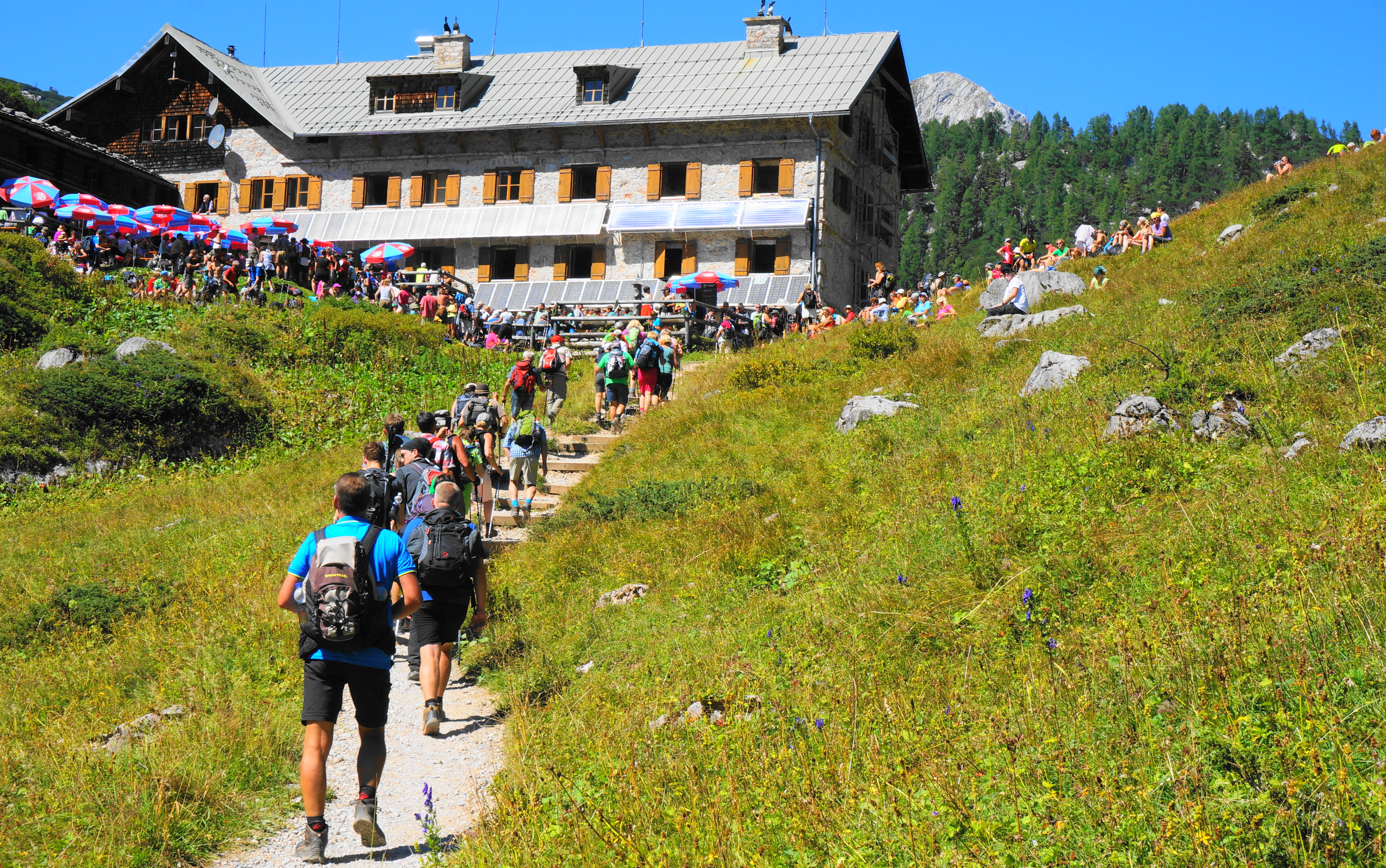
Kärlingerhaus bei der Almer Wallfahrt

Das markierte und beschilderte Wegenetz in den Berchtesgadener Alpen wird großteils vom ÖAV und DAV gewartet. Im Gebirge befinden sich viele Schutzhütten, die mehrheitlich vom Alpenverein betrieben werden. Überdies bieten Hütten des Österreichischen Touristenklubs, der Naturfreunde und auch private Unterkünfte Übernachtungsmöglichkeiten für Wanderer.
Schutzhütten der Berchtesgadener Alpen (Auswahl):
- Bertgenhütte (1845 m) am Hochseiler
- Blaueishütte (1680 m) am Hochkalter
- Eckberthütte (1140 m) im Blühnbachtal
- Erichhütte (1545 m) am Hochkönig
- Franz-Eduard-Matras-Haus (2941 m) auf dem Hochkönig
- Gotzenalm (1685 m) im Hagengebirge über dem Königssee
- Ingolstädter Haus (2120 m) im Steinernen Meer
- Kärlingerhaus (1635 m) am Funtensee
- Kührointhütte (1420 m) am Kleinen Watzmann
- Neue Traunsteiner Hütte (1560 m) auf der Reiter Alm
- Ostpreußenhütte (1630 m) am Hochkönig
- Peter-Wiechenthaler-Hütte (1707 m) am Steinernen Meer
- Purtschellerhaus (1700 m) am Hohen Göll
- Riemannhaus (2177 m) im Steinernen Meer
- Schneibsteinhaus (1670 m) am Schneibstein
- Stahlhaus (1736 m) am Torrenner Joch
- Stöhrhaus (1895 m) am Berchtesgadener Hochthron
- Toni-Lenz-Hütte (1480 m) am Salzburger Hochthron
- Wasseralm (1420 m) in der Röth
- Watzmannhaus (1930 m) auf dem Falzköpfl
- Wimbachgrieshütte (1330 m) im Wimbachtal
- Zeppezauerhaus (1665 m) am Geiereck

- Unterstandshütte (2648 m) am Watzmann-Hocheck

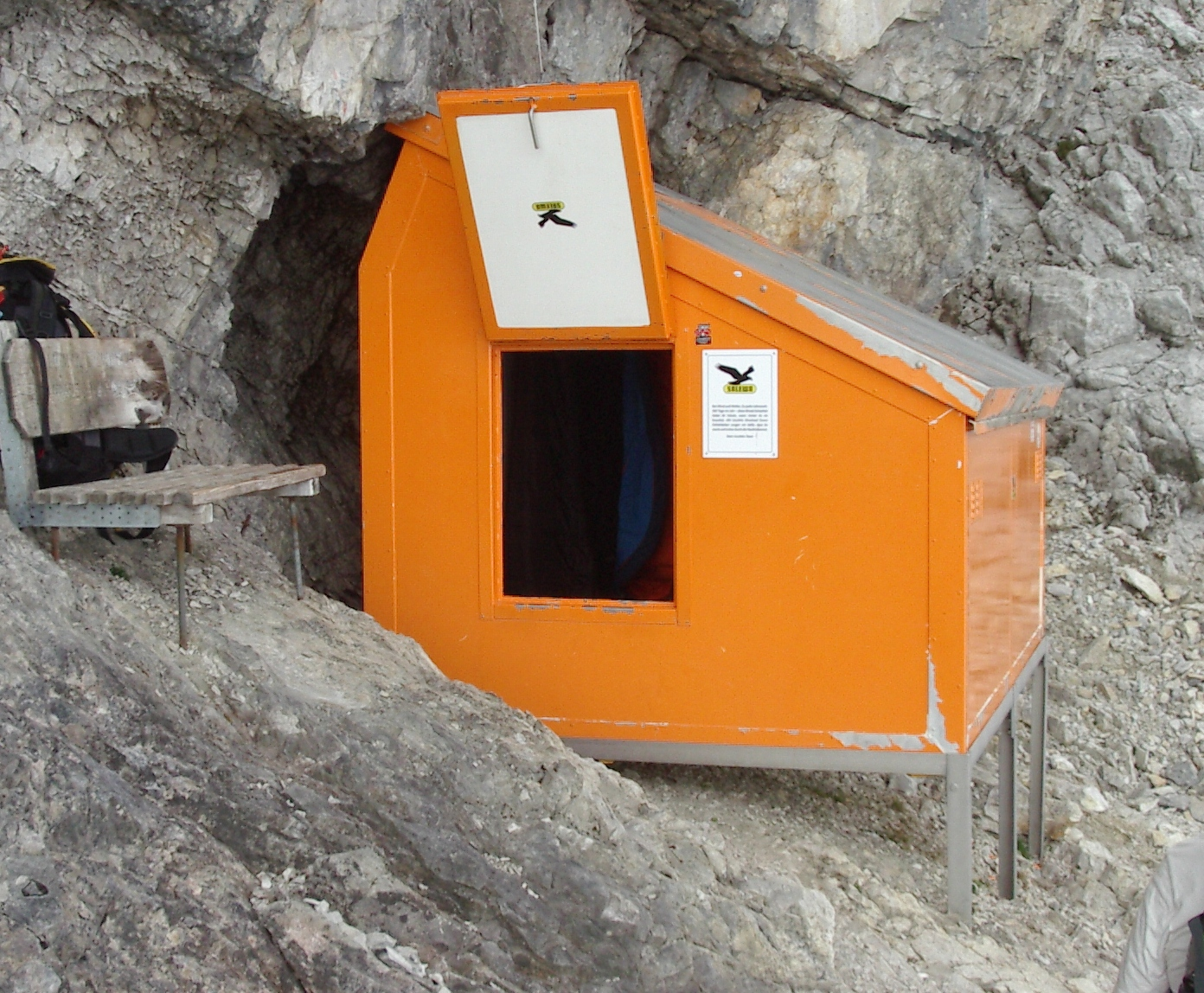
Biwakschachtel in der Watzmann-Ostwand

- Ostwand-Biwakschachtel (2380 m) unterhalb des „Massigen Pfeilers“ in der Watzmann-Ostwand
- Wildalmkirchl-Biwakschachtel (2457 m) nordöstlich unterhalb des Wildalmkirchls im Steinernen Meer

### Fern- und Weitwanderwege
Die Via Alpina, ein grenzüberschreitender Weitwanderweg mit fünf Teilwegen durch die ganzen Alpen, verläuft auch durch die Berchtesgadener Alpen.
Der Violette Weg der Via Alpina verläuft mit neun Etappen durch die Berchtesgadener Alpen wie folgt:
- Etappe A36 von Werfen im Salzachtal zum Arthurhaus
- Etappe A37 vom Arthurhaus zur Erichhütte
- Etappe A38 von der Erichhütte nach Maria Alm
- Etappe A39 von Maria Alm zum Riemannhaus
- Etappe A40 vom Riemannhaus zum Kärlingerhaus
- Etappe A41 vom Kärlingerhaus nach Königssee (mit Schifffahrt über den Königssee)
- Etappe A42 von Königssee nach Engedey bei Berchtesgaden
- Etappe A43 von Engedey zur Neuen Traunsteiner Hütte
- Etappe A44 von der Neuen Traunsteiner Hütte nach Unken im Saalachtal

### Alpinismus
In den Berchtesgadener Alpen gibt es sowohl klassische Klettersteige wie den Mannlgrat, aber auch moderne Sportklettersteige wie den Königsjodler, Grünstein-Klettersteig oder den Berchtesgadener Hochthronsteig.

### Nachhaltigkeit
In den Berchtesgadener Alpen befindet sich mit Ramsau bei Berchtesgaden das erste Bergsteigerdorf Deutschlands. Die Initiative Bergsteigerdörfer ist ein Qualitätssiegel für sanften Tourismus im Einklang mit der Alpenkonvention und besonderer Berücksichtigung regionaler Kultur.